# Улица Состязаний

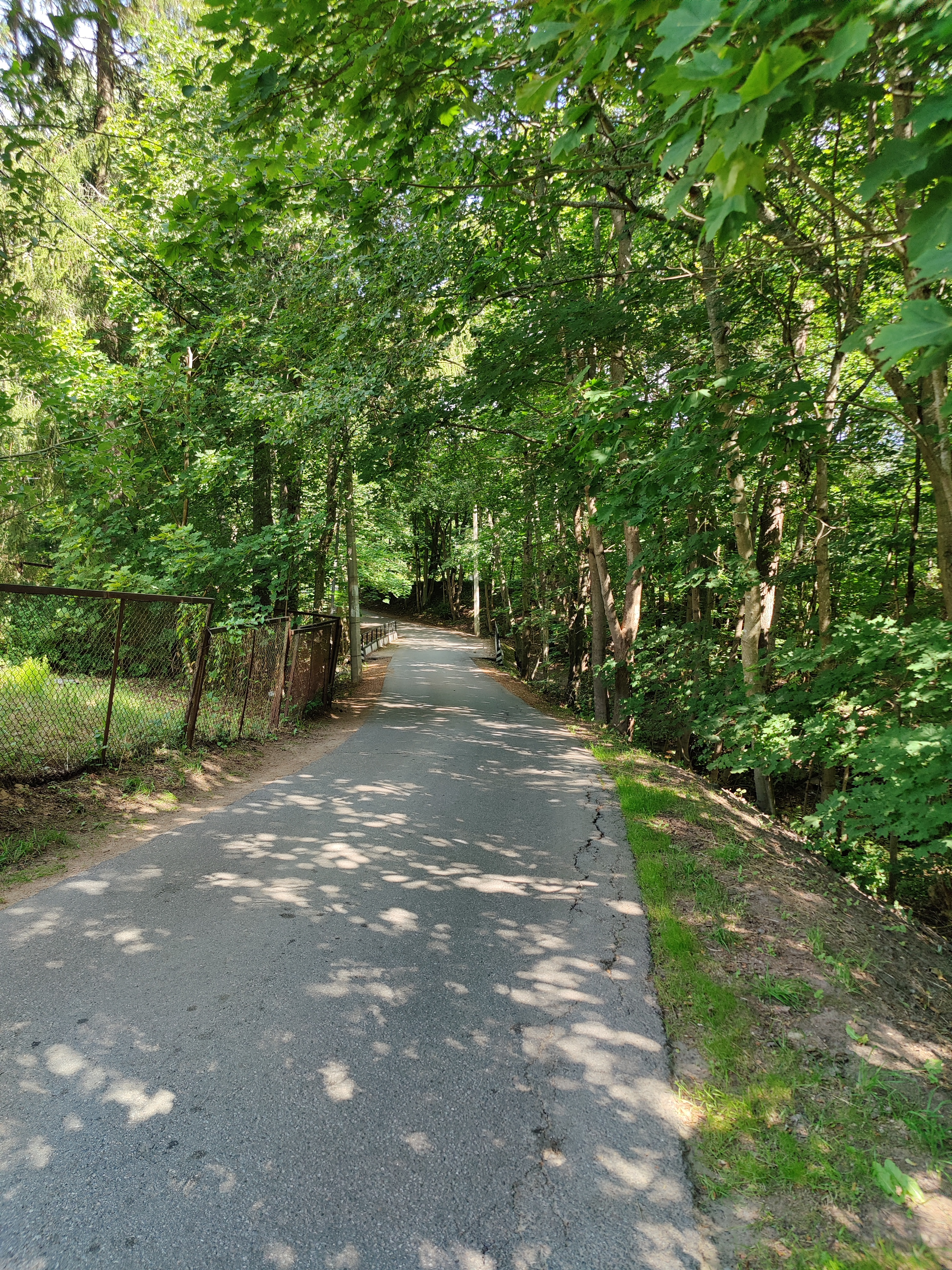
Мост через ручей

У́лица Состяза́ний — улица в городе Зеленогорске Курортного района Санкт-Петербурга. Проходит от Красноармейской улицы до Хвойной улицы.
Название появилось в послевоенное время. Оно связано с тем, что улица ведет от городского стадиона (Объездная улица, 7).
Рядом с домом 10 улица Состязаний по мосту пересекает 6-й ручей.